# Liste der Hochschulminister von Gambia
Die Liste der Hochschulminister von Gambia listet die Hochschulminister des westafrikanischen Staates Gambia von 2007 bis heute auf.
Die offizielle Bezeichnung des Amtes lautete bis Mitte 2009 englisch Secretary of State for Higher Education, SOS, danach englisch Minister of Higher Education. Gewöhnlich wurde das Ressort Hochschule oder Höhere Bildung mit dem Ressort Forschung, Wissenschaft und Technologie kombiniert.
| Regierungschef                      | Amtszeit                          | Amtsinhaber                       | Partei- zugehörigkeit             | Anmerkung                         |
| Republik Gambia (Zweite Republik)   | Republik Gambia (Zweite Republik) | Republik Gambia (Zweite Republik) | Republik Gambia (Zweite Republik) | Republik Gambia (Zweite Republik) |
| ----------------------------------- | --------------------------------- | --------------------------------- | --------------------------------- | --------------------------------- |
| Staatspräsident Yahya Jammeh (APRC) | 2007                              | Crispin Grey-Johnson (* 1946)     |                                   |                                   |
| Staatspräsident Yahya Jammeh (APRC) | 2007 bis 2008                     | Abdoulie Sallah (* 1944)          |                                   |                                   |
| Staatspräsident Yahya Jammeh (APRC) | 2008 bis 2009                     | Crispin Grey-Johnson (* 1946)     |                                   | 2. Amtszeit                       |
| Staatspräsident Yahya Jammeh (APRC) | 2009 bis 2010                     | vakant                            |                                   |                                   |
| Staatspräsident Yahya Jammeh (APRC) | 2010                              | Mamadou Tangara (* 1965)          |                                   |                                   |
| Staatspräsident Yahya Jammeh (APRC) | 2010 bis 2012                     | vakant                            |                                   |                                   |
| Staatspräsident Yahya Jammeh (APRC) | 2012                              | Mariama Sarr-Ceesay               |                                   |                                   |
| Staatspräsident Yahya Jammeh (APRC) | 2012                              | Mamadou Tangara (* 1965)          |                                   | 2. Amtszeit                       |
| Staatspräsident Yahya Jammeh (APRC) | 2012                              | Mambury Njie (* 1962)             |                                   |                                   |
| Staatspräsident Yahya Jammeh (APRC) | 2012 bis 2013                     | Mamadou Tangara (* 1965)          |                                   | 3. Amtszeit                       |
| Staatspräsident Yahya Jammeh (APRC) | 2014                              | Aboubacar Senghore                |                                   |                                   |
| Staatspräsident Yahya Jammeh (APRC) | 2014                              | Momodou Sabally (* um 1974)       |                                   |                                   |
| Staatspräsident Yahya Jammeh (APRC) | 2014 bis 2017                     | Aboubacar Senghore                |                                   | 2. Amtszeit                       |
| Republik Gambia (Dritte Republik)   |                                   |                                   |                                   |                                   |
| Staatspräsident Adama Barrow (UDP)  | 2017 bis 2022                     | Badara Joof                       |                                   |                                   |
|                                     | 2022 bis heute                    | Pierre Gomez                      |                                   |                                   |